# Арройо, Андрес (футболист)
Андрес Хуан Арройо Ромеро (исп. Andrés Juan Arroyo Romero; род. 20 января 2002, Монтерия) — колумбийский футболист, полузащитник клуба «Депортиво Кали». 

## Клубная карьера
Арройо — воспитанник клуба «Депортиво Кали». 22 августа 2019 года в матче против «Атлетико Насьональ» он дебютировал в Кубке Мустанга. В поединке против «Кукута Депортиво» Андрес забил свой первый гол за «Депортиво Кали». В 2021 году он помог команде выиграть чемпионат. В начале 2022 года Арройо на правах аренды перешёл в «Хагуарес де Кордова». 26 января в матче против «Кортулуа» он дебютировал за новый клуб. 15 мая в поединке против «Атлетико Хуниор» Андрес забил свой первый гол за «Хагуарес де Кордова». По окончании аренды он вернулся в «Депортиво Кали». 

## Международная карьера
В 2019 году в составе юношеской сборной Колумбии Москера принял участие в юношеском чемпионате Южной Америки в Перу. На турнире он сыграл в матчах против команд Аргентины, Уругвая, Бразилии и Парагвая. В поединке против уругвайцев Андрес забил гол.

## Достижения
Клубные
 «Депортиво Кали»
- Победитель Кубка Мустанга — Финалисасьон 2021